# موکای‌شیما، هیروشیما
موکای‌شیما، هیروشیما (به لاتین: Mukaishima) یک منطقهٔ مسکونی در ژاپن است که در هیروشیما واقع شده‌است. موکای‌شیما ۱۸٫۴۰ کیلومتر مربع مساحت و ۱۶٬۲۸۳ نفر جمعیت دارد.